# Aeroportul Ijuí
Aeroportul Ijuí (IATA: IJU, ICAO: SSIJ) este un aeroport din Rio Grande do Sul, Brazilia ce deservește zona Ijuí. Aeroportul a fost tranzitat în 2013 de 0 pasageri. A fost numit după zona deservită.
Situat la o altitudine de 365 m, aeroportul dispune de 1 pistă. Este operat de Departamento Aeroportuário do Rio Grande do Sul⁠(d).

## Infrastructură

### Piste
Aeroportul dispune de o singură pistă. Pista 18/36 are suprafața de loam[*] și dimensiunile 1.110 m × 18 m. 